# Trapped
«Trapped» — третий сингл Тупака Шакура с его дебютного альбома 2Pacalypse Now.
Использованные семплы — «Holy Ghost» в исполнении Bar-Kays и «The Spank» в исполнении Джеймса Брауна.

## Список композиций
1. «Trapped» — 4:50
2. «Trapped» (instrumental mix) — 5:26
3. «The Lunatic» — 3:31
4. «The Lunatic» (instrumental mix) — 3:31